# Ceratophysella sigillata
Ceratophysella sigillata is een springstaartensoort uit de familie van de Hypogastruridae. De wetenschappelijke naam van de soort is voor het eerst geldig gepubliceerd in 1890 door Uzel.